# Миро, Рикардо
Рикардо Миро Денис (исп. Ricardo Miró Denis; 5 ноября 1882, Панама — 2 марта 1940, Панама) — панамский поэт, писатель и дипломат. Считается величайшим поэтом в истории Панамы. В память о нем вручается Premio Ricardo Miró, ежегодная литературная премия, учрежденная в 1942 году.

## Биография
Рикардо Миро Денис родился в городе Панама, которая на тот момент еще была столицей колумбийского департамента Панама. В раннем возрасте остался сиротой без отца. В пятнадцать лет он отправился в Боготу, где изучал живопись. Его юность совпала с бурным периодом в истории Панамы. Его художественное образование было прервано Тысячедневной войной. Он застал строительство Панамского канала и обретение Панамой независимости.
В работах Миро проявляется влияние модернизма с мотивами, связанными с его родной страной и ее пейзажами, испанским культурным наследием и любовью. Его стихотворение «Патрия», написанное в 1909 году в Барселоне, иногда называют культовым. Рикардо оставил после себя несколько сборников стихов, два романа (Las Noches de Babel и Flor de María) и короткие прозаические произведения. Он опубликовал, среди прочего, Preludios (1908), Los segundos preludios (1916), La leyenda del Pacífico (1925) и Caminos silenciosos (1929). Рикардо Миро Денис является создателем и руководителем нескольких литературных журналов, в том числе Nuevos Ritos (1907).
Помимо обширной литературной деятельности, Рикардо также занимался дипломатией и формированием культурной политики страны. Миро Денис работал в представительствах Панамы в Лондоне, Марселе и Барселоне. Он был одним из основателей и секретарем Панамской академии испанского языка и директором Национального архива. Рикардо Миро Денис умер в своем родном городе.